# Michel Thiollière
Pour les articles homonymes, voir Thiollière.
Michel Thiollière, né le 10 avril 1955 à Saint-Étienne, est un homme politique français.
Membre du Parti radical, il est maire de Saint-Étienne de 1994 à 2008 et sénateur de la Loire de 2001 à 2010.
Il est également entre 2010 et 2015, commissaire à la Commission de régulation de l'énergie, vice-président du conseil des régulateurs européens de l'énergie (2011-2015) et président de MedReg (2012-2014).

## Formation et parcours professionnel
Licencié en lettres, titulaire d'une maîtrise d'études américaines et du CAPES d'anglais, Michel Thiollière a exercé comme enseignant d'anglais de 1977 à 1994 au lycée Honoré-d'Urfé de Saint-Étienne.

## Parcours politique

### Débuts
Militant au Parti radical valoisien depuis 1976, il entre au conseil municipal de Saint-Étienne lorsque François Dubanchet est élu maire en battant Joseph Sanguedolce, le maire communiste sortant.
Adjoint au maire chargé de l’urbanisme, il participe alors à la reconversion de l’ancien site de Manufrance en une nouvelle vitrine pour la ville (centre d’affaires, centre des congrès, planétarium…)[réf. nécessaire].
Il entre en 1985 au conseil général de la Loire, dont il est l'un des vice-présidents de 1992 à 1998.

### Maire de Saint-Étienne
François Dubanchet démissionne en 1994 et annonce sa volonté de voir Michel Thiollière lui succéder, ce qui est effectif quelques jours plus tard. Élu lors des élections municipales de 1995 (à 39 ans, plus jeune maire de l'histoire de Saint-Étienne, plus jeune maire d'une grande ville de France aux municipales de 1995) puis réélu lors des élections municipales de 2001, il hérite d'une ville désindustrialisée, fortement endettée (à hauteur de 2,9 milliards de francs, soit 442 millions d'euros et plus de 15 600 francs par habitant), au taux de chômage proche de 14 % et de contrats de concessions contestés devant la justice par l'opposition, notamment le contrat concernant la distribution de l'eau.
Celle-ci avait été déléguée à la Stéphanoise des Eaux, filiale conjointe à l'époque de la Compagnie générale des eaux et de la Lyonnaise des eaux, par son prédécesseur, faisant de l'eau stéphanoise l'une des plus chères parmi les grandes villes françaises.
Il met en place en 1996 la communauté de communes Saint-Étienne Métropole, devenue communauté d'agglomération Saint-Étienne Métropole en 2001, regroupant 43 communes et 390 000 habitants, et en prend la présidence.
Michel Thiollière engage sa ville à partir du début des années 2000, dans une mutation urbaine (nouveau plan de circulation, rénovation du centre-ville, de quartiers anciens et périphériques avec la destruction de nombreux immeubles anciens) et est à l’initiative d’équipements importants (deuxième ligne de tramway, centre d'affaires en construction à proximité du siège social du groupe Casino, réaménagement du quartier de la gare Châteaucreux, Zénith, salle des musiques actuelles et contemporaines). Il appuie l'idée de l'École des Beaux-Arts d'instaurer la Biennale du Design de Saint-Étienne, et entreprend la réalisation de la Cité du Design.
Pour mener ces projets sans augmenter les impôts locaux, Michel Thiollière a recours, comme ses prédécesseurs depuis Michel Durafour, à l'emprunt. Entre 2001 et 2008, la dette passe de 2 196 à 2 078 euros par habitant, mais Saint-Étienne demeure une des villes les plus endettées de sa catégorie, après Marseille et Grenoble, face au poids des dépenses structurelles et malgré un transfert de charges vers la communauté d'agglomération, l'endettement net du budget principal a augmenté de 14 millions d'euros.
De plus, ce transfert de projets coûteux à la Saint-Étienne Métropole provoque des conflits au sein de la majorité communautaire, provoquant la démission du vice-président DVD, Jean-Claude Charvin, maire de Rive-de-Gier, dénonçant « que 90 % du budget de Saint-Étienne Métropole soit consacré aux projets pharaoniques de la seule ville de Saint-Étienne. » En fait, plus de 50 % des investissements de l'agglomération sont consacrés aux autres communes que Saint-Étienne.
Au-delà du montant de la dette, le type d'emprunts souscrits, le swap spéculatif à taux structurés, lui est reproché. A cette époque, entre 2004 et 2007, des milliers de collectivités territoriales ont eu recours à ces prêts. Aucune institution n'a alors mis en garde les emprunteurs, comme cela a été révélé après la crise de 2008. Ce type d'emprunts dits « emprunts toxiques » peut avoir un effet boule de neige et connaître une explosion de leurs taux d'intérêt à tout moment. C'est à la suite de la crise financière de 2008 que ces taux d'intérêt atteignent des niveaux très élevés, jusqu'à 25 %, contre environ 2,3 % avant 2008.
Attaqué également d'un point de vue politique au sein de son équipe municipale par l'élu MoDem Gilles Artigues, présent aux premier et deuxième tours des élections municipales de 2008, Michel Thiollière est battu dans une triangulaire par le socialiste Maurice Vincent, et devient conseiller municipal d'opposition jusqu'à sa nomination à la vice-présidence de la Commission de régulation de l'énergie, le 16 avril 2010.
En 2006, Michel Thiollière est classé 5e aux World Mayor Award par l'intermédiaire du site City mayor, réunissant alors plus de 100 000 votants, derrière les maires de Melbourne, Amsterdam, Harrisburg et Makati,.
Mediapart publie en 2023 une vidéo dans laquelle des proches de Gaël Perdriau, successeur de Michel Thiollière à la mairie de Saint-Étienne, mettent au point un piège visant ce dernier, avec pour objectif de « lui mettre une mineure dans les pattes » et réaliser à son insu une sextape. Selon le site d'information, ce piège a été élaboré « à l'été 2015, près de six mois après celui tendu au premier adjoint Gilles Artigues avec un escort boy dans une chambre d’hôtel ».

### Sénateur de la Loire
Michel Thiollière est élu sénateur le 23 septembre 2001. Vice-président de la commission des affaires culturelles, il a été le rapporteur de plusieurs projets de loi dans le domaine de l'audiovisuel, du cinéma et d'internet, dont les lois DADVSI et HADOPI ; il est nommé membre de HADOPI (2009-2011) la haute autorité dont il avait soutenu la création au Parlement, où il apparait comme l'un des personnages principaux au Sénat. Il est par ailleurs, en rapport avec sa fonction de sénateur, membre du conseil d'administration de France Télévisions. Il quitte son mandat le 16 avril 2010 à la suite de sa nomination à la vice-présidence de la Commission de régulation de l'énergie par le Président du Sénat.
Il fait une proposition de loi, dite de « coopération décentralisée », à la suite du tsunami en Asie, promettant aux collectivités territoriales françaises de nouer des partenariats à l'international, dans des situations d'urgence, mais aussi pour des partenariats de longue durée. Cette proposition de loi est adoptée à l'unanimité du Sénat et de l'Assemblée nationale. La loi Thiollière est promulguée par le président Chirac au printemps 2007.
En 2006, il propose, au nom de la Commission des Affaires culturelles du Sénat, de rétablir l'amendement dit Vivendi Universal par ses détracteurs dans le projet de loi relatif aux Droit d'auteur et droits voisins dans la société de l'information (DADVSI), qui vise à supprimer l'exception proposée par les députés pour les « logiciels destinés au travail collaboratif, à la recherche ou à l'échange de fichiers ou d'objets non soumis à la rémunération du droit d'auteur. » ,. Il propose en outre de restreindre les obligations d'interopérabilité qui avaient été incluses dans le projet de loi par les amendements du Parlement.
En 2008, il est rapporteur pour le Sénat dans le cadre du projet de loi Création et Internet plus connue sous le nom Hadopi avec le député Franck Riester. Il s'est montré favorable à l'un des aspects de la loi qui maintenait le paiement de l'abonnement malgré une suspension de l'accès internet. Il proposa en outre de restreindre les obligations d'interopérabilité qui avaient été incluses dans le projet de loi par les amendements du Parlement. Il s'est montré cependant favorable à une sanction ne réduisant que le débit de la connexion internet lorsque c'est techniquement réalisable.
Enfin, en dehors de ces deux lois, Michel Thiollière a proposé début 2009 un amendement étendant la redevance télévisuelle aux postes informatiques et aux téléphones. Le texte adopté n'a retenu que les ordinateurs comme éligibles au règlement de cette dernière.

## Autres mandats
Michel Thiollière est désigné par le président du Sénat, Gérard Larcher, à la vice-présidence du collège de la Commission de régulation de l'énergie (CRE). Il abandonne donc tous ses mandats électifs, incompatibles avec sa nouvelle fonction, le 16 avril 2010. Il est renommé par le président du Sénat au collège de la CRE (Commission de Régulation de l'Énergie) pour quatre ans à compter du 8 février 2011. Son mandat prend fin en février 2015.
Michel Thiollière participe, au nom de la Commission de Régulation de l'Énergie, aux travaux du Conseil Européen des Régulateurs de l'Énergie (CEER), dont il est un des vice-présidents.
Michel Thiollière a été élu, en novembre 2012 et jusqu'en novembre 2014, président de MedReg, association regroupant les pays bordant la Méditerranée dans les domaines de la régulation de l'électricité et du gaz.
Le mandat de Michel Thiollière à la CRE s'est achevé début 2015.
Depuis, Michel Thiollière participe à des formations pour l'ENA en tant qu'intervenant/expert auprès de fonctionnaires étrangers (Jordanie, Liban, Ghana, Libye, Éthiopie, Vietnam). Il a créé une structure de conseil « Smart Planet consulting ».
Il est également membre du Conseil de l'Immobilier de l'Etat depuis septembre 2017.
Il est nommé Président du Conseil d'administration de l'ACER (Agence de coopération des régulateurs de l'énergie) en janvier 2018.

## Publications
- John le Shetlandais (roman), 1993
- Frères d’armes (roman), éditions Grasset, 1999
- Le Scribe, nouvelles d’Égypte (nouvelles), éditions TV and CO, 2002
- Quelle ville voulons-nous ? (essai), éditions Autrement, 2007
- Trajectoire(s)- un homme / une ville (entretien avec Christian Soleil), Morey Editions, 2012
- 1666, les âmes en feu (roman), éditions des Falaises, 2015.
- Architecte au long cours (entretien avec Fumihiko Maki), éditions ARLÉA Paris, février 2018.

## Décorations
- Chevalier de l'ordre national du Mérite